# Аяутланский масатекский язык
Аяутланский масатекский язык (Ayautla Mazatec, Mazateco del sureste) — масатекский язык, на котором говорят в муниципалитете Сан-Бартоломе-Аяутла юго-восточной части округа Теотитлан штата Оахака в Мексике. Схожесть лексики: 80% с уаутланским, 79% с сан-мигель-уальтепекским, 40% с сояльтепекским, 37% с халапанским и 24% с искатланским вариантами масатекского языка.